# Big Pun
Christopher Lee Rios (n. 9 noiembrie 1971, New York City, New York, SUA – d. 7 februarie 2000, White Plains, New York, SUA), mai bine cunoscut sub numele de Big Pun a fost un artist de hip-hop Latino. Albumul lui "Capital Punishment" a ajuns nr. 1 în topul albumelor Hip-Hop/R&B timp de două săptămâni și pe locul al cincilea în Billboard 200, a primit un disc de platină din partea RIAA și a fost nominalizat la premiul Grammy pentru cel mai bun album de rap. A murit în 2000, din cauza unei insuficiențe cardiace legată de obezitate. 
Al doilea său album, Yeeeah Baby, lansat postmortem, a ajuns pe locul al treilea în clasamentul Billboard 200, și a primit un disc de aur.

## Discografie
- 1998: Capital Punishment
- 2000: Yeeeah Baby

## Legături externe
- Big Pun la Internet Movie Database
- Big Pun la Find a Grave
- XXL
- Capital Punishment Tribute
- Liza Rios Talks About Her Husband's Legacy in 2010 Interview Arhivat în 1 ianuarie 2014, la Wayback Machine.